# Oliver Cromwell
Oliver Cromwell (Huntingdon, 1599. április 25. – London, 1658. szeptember 3.) angol hadvezér és államférfi. Jelentős szerepet vállalt Anglia köztársasággá (Commonwealth) formálásában. Az angol polgárháború alatt egyik parancsnoka volt a fanatikus puritánok, a „vasbordájúak” (ironside) seregének (New Model Army), mely legyőzte a királypártiakat. I. Károly angol király 1649-es kivégzése után Cromwell akarata érvényesült a rövid életű Angol Köztársaságban. Leigázta Skóciát és Írországot, majd mindhárom országot mint lordprotektor (Lord Protector) vezette 1653-tól 1658-ig.

## A kezdeti évek
Oliver Cromwell 1599. április 25-én született Huntingdonban, Robert és Elizabeth Cromwell egyetlen fiúgyermekeként. Nemesi családból származott, de életének egy részét paraszti sorban töltötte (a brit történelemben családneve korábban is felbukkant: üknagyanyja, Cathrine Cromwell, VIII. Henrik híres kancellárjának, Thomas Cromwellnek nővére volt, de nem volt egyenes ági leszármazottja Thomas Cromwellnek). Apja másodszülöttként nem örökölhetett címet, így a család a nagy mobilitású angol társadalom széles középosztályához tartozott.
Gyermekkoráról az utókor szinte alig tud valamit, így tág tér nyílt a fantazmák és spekulációk számára. Gyakran vendégeskedett Oliver nagybátyja hichingbrooke-i kastélyában. Jó testfelépítésű, egészséges gyerek volt, szenvedélyesen vadászott és futballozott. Igen erős puritán szellemben nevelkedett.
1616. április 23-án iratkozott be a Sidney Sussex College-be, amit egy évvel később ott is hagyott. A filozófia és az irodalom sosem hozta lázba, beszédeiből és leveleiből teljesen hiányoztak a klasszikus görög és római íróktól való idézetek, amiket a Bibliával ellensúlyozott.
1617 júniusában elhunyt az apja, a hagyaték szerint a vagyon egyharmadát örökölte 21. éve betöltekor. Ekkor három évre eltűnt a kutatók elől, legközelebb akkor került elő, mikor feleségül vette Elizabeth Bourchier-t 1620. augusztus 22-én.
A vallásszabadságot tartotta ideálisnak, egész életében hajlamos volt a depresszióra. Nézeteire nagy hatást gyakorolt Thomas Beard helyi puritán prédikátor: élesen kritizálta a királyságot és Rómát, hitt Krisztus közelgő második eljövetelében (ami persze Angliában fog bekövetkezni).

## A korai karrier
Életpályájának elején parasztgazdának (yeoman) megfelelően élt (leginkább durva, házi szövésű ruhákat hordott, még a Parlamentben is). Életének első negyven évében történelmi szerepe jóformán jelentéktelen volt, ami azért nagy szó, mert a korabeli várható élettartam Angliában alig haladta meg a negyvenet. Minden bizonnyal nem lehetett mentálisan teljesen ép: pszichoszomatikus tüneteit ma depressziónak, pánikbetegségnek, hipochondriának mondanánk, orvosa komoly depressziót állapított meg nála.
1628-ban származása miatt és rokonai segítségével alsóházi képviselő lett, de első parlamenti felszólalása kudarc volt. A parlamentben általános megdöbbenést kelt egyszerű öltözetével és nyers stílusával. „Igen közönségesen volt öltözve, egyszerű posztóruhába, melyről lerítt, hogy valami rossz vidéki szabó varrta (…) hangja éles, dallamtalan; beszéde heves, de nem sok értelme volt (…)”
A parlament berekesztése után hazatért Huntingdonba. I. Károly 1630-ban visszavonta Huntingdon ősi kiváltságlevelét, és újat bocsátott ki helyette, miszerint nem 24, hanem 12 elöljáró kormányozhat, akiket nem lehet visszavonni, és mind anglikán volt. Az ellenállás élére Cromwell állt, tiltakozott a régi városi kiváltságok eltörlése ellen, azonban csúfosan megbukott. A megaláztatások miatt eladta mindenét, és 1631-ben St. Ives-be költözött, ahol ismét gazdálkodásba kezdett, élete mélypontjára ért.
A kitörést számára az jelentette, amikor 1636-ban meghalt anyai nagybátyja, Sir Thomas Steward, és vagyonának jórészét megörökölte, így visszatérhetett a módos emberek világába.
Elybe költözött, ahol a puritán eszmekör aktív és lelkes harcosává vált. A puritánok bár protestánsok voltak, támadták az anglikán nemzeti egyházat is: szerintük túl hierarchikus, és katolikus elemeket is őriz. A püspökségek (26 db.) helyett mind a 9324 egyházközösséget önálló egyházként akarták látni „9324 pápa” irányításával. A Gyökér és Ág mozgalom, aminek Cromwell is tagja volt, az anglikán egyházat egyfajta ökumenikus szervezetté kívánta tenni, ami hitelveik tiszteletben tartása mellett egyesítette a kisebb radikális szektákat is (kvékerek, diggerek stb.), ahelyett, hogy üldözte volna őket.

## A „püspökök háborúja” és következményei
I. Károly anglikán módon akarta megkoronáztatni magát, Skóciában is be akarta vezetni az anglikán imakönyvet (Book of Common Prayer), de a református (presbiteriánus) skótok ellenálltak, zavargások törtek ki. Nemzeti Szövetséget (Covenant) kötöttek hitük védelmére, és hadjáratot indítottak Anglia ellen 1639-ben. Károly fegyverrel akarta megoldani a válságot. A sebtében összehívott angol sereg súlyos vereséget szenvedett augusztus 28-án Newburn mellett (a katonák nagy része fellázadt vagy dezertált) és a skótok elfoglalták Észak-Anglia jelentős részét. Egész London ujjongott az angol vereség hírére, Károly ismét összehívta a parlamentet november 3-án (Hosszú Parlament), amit 1653-ig folyamatosan ülésezett.
Cromwell 1640-ben Londonba költözött, komornyikja így festi le: „Teste arányos és erős, legalább 185 centi magas. Feje, mint valami raktár: mindenből akad bőven. Alkatilag túlzottan ingerlékeny és heves, de hogy a tüzet jobbára kordában tartja, azt megtanultam. Erre erkölcse késztette. Természetéből adódóan minden bajban lévő iránt szenvedély töltötte el, (…) azt hiszem, nálánál irgalmasabb lélek porhüvelyben aligha lakozott.”
A Hosszú Parlament kezdetén nem Cromwell, hanem John Pym játszotta a főszerepet, ő szövegezte meg a Nagy tiltakozás (Grand Remonstance) elnevezésű, forradalmi dokumentumot. Ebben eltörölték az önkényes adóztatást, a monopóliumokat, a lovagi cím felvételével járó illetéket, az egyházbíróságot, bezárták a Csillagkamarát.
1641 nyarán a király elindult békét kötni a skótokkal, de előtte a parlament aláíratja vele a Tízszakaszos Indítványt. Az indítvány korlátozta a királyi hatalmat:
- tiltotta, hogy a király sereget hívjon össze
- nem nevezhette ki szabadon saját tanácsadóit
- nem indíthatott egyedül háborút
- szabályozta a katolikusokhoz, köztük a saját feleségéhez való viszonyát.[8]

Eközben Írországban (akkoriban szintén az angol királyság birtoka volt) protestáns-ellenes pogromok zajlottak le. (Bár a mészárlásokat a sajtó felnagyította, valóban történtek súlyos vérengzések.) A híreket nagy felháborodás követte Angliában, maga Cromwell is döbbenten értesült az eseményekről (bár pénzszűkében volt, bőkezűen adakozott egy, az áldozatokat támogató alapítványnak), később részben ez adott alapot az írországi kegyetlenkedéseknek. De másokra is nagy hatással voltak az írországi hírek, rémhírek kaptak szárnyra spanyol és francia fenyegetésről, egy katolikus hatalomátvétel tervéről. Károly csak tovább élesztette a pánikot, mivel nem foglalt állást az ügyben. Egyesek (pl. Richard Baxter protestáns prédikátor) szerint ez volt a polgárháború közvetlen kiváltó oka.
Mikor Károly visszatért Londonba, a parlament újabb törvényeket hozott: elvették a püspökök szavazati jogát, eltávolítottak minden római elemet az anglikán liturgiából. Az utolsó csepp a pohárban a Grand Remonstrance, a parlament panaszlistája Károllyal szemben, amelyben hangsúlyozták a monarchia korlátozását és a „rendek” közötti egyensúly fenntartását (Cromwell is részt vett az összeállításában). Ezután Károly erővel feloszlatta a parlamentet (az ellenzéki vezetőket le is akarta tartóztatni, sikertelenül) és elhagyta Londont, nyíltan felkészülve a háborúra.

## A polgárháború alatt
A polgárháborúban a lakosság 4%-a meghalt (nagyobb arány, mint az első világháborúban), és az anyagi kár is hatalmas volt: 11 ezer ház égett le, több várost és falut kifosztottak.
A legfontosabb motiváló erő mindkét oldalon a vallás volt, ezen a vonalon szakadt ketté a társadalom, a teológiai kérdések a társadalom minden rétegét foglalkoztatták (az olvasás ekkorra már egészen elterjedt, 10-ből 6 ember anyanyelvén olvashatta a Bibliát). 
Cromwell is elsősorban a godly cause (isteni ügy: kb. a protestáns hit védelme) miatt csatlakozott a parlamenti hadsereghez. 1642-ben már saját költségén csapatokat szervezett a Cambridge-i és más egyetemek diákjaiból (az ellenszegülő dékánokat a Towerbe záratta) és elfoglalta a város erődjét.
Általában önállóan cselekedett, nem hallgatott felettesei parancsaira, nem egyeztette velük a haditervet: a háború megnyerését saját szent küldetésének tekintette.
Első jelentős győzelmét is a cambridge-i önkénteseivel aratta. Seregének különlegessége, hogy nem sorkatonákból vagy zsoldosokból, hanem elkötelezett, fanatikusan vallásos önkéntesekből állt (később a New Model Army is így alakult), emiatt igazi elit haderő volt.
Az új mintájú hadsereget (New Model Army) más néven vasbordájúakat (ironsides) Cromwell szülőfaluja környékén élő puritán yeomanekből szervezte, ami nemcsak hadsereg, de „fegyveres egyház” is volt. A katonák magukat kiválasztottaknak tartották és elkötelezetten harcoltak a godly cause érdekében.
A csatákat az istentisztelet egy formájának, győzelmeiket istenítéletnek tekintették. A katonák felszereléséhez hozzá tartozott a zsebben hordható Biblia („Cromwell Bibliája”). Cromwell nem törődött a katonák társadalmi státuszával – míg a parlament más egységeiben csak nemesekből lehettek tisztek, a vasbordájúaknál valóban képességek szerint léptettek elő alacsony származású katonákat is.
A seregben helyet kaphatott minden nonkonformista (tehát nem anglikán vagy presbiteriánus) protestáns irányzat híve is. Az independensek felfogása érvényesült, vagyis szinte teljes volt a vallási tolerancia.
Cromwell levelezéseiből kiderül, hogy Cromwell szó szerint egyházzá akarta alakítani a hadseregét: már a vasbordájú alakulat felállítása előtt is erre tett kísérleteket, később híres seregéhez egy papot hívott meg, hogy segítse az egyház szervezését. Úgy gondolta, a háború után a csapatát független gyülekezetté lehetne formálni, akik aztán szükség esetén bármikor újra fegyvert fognának a protestáns ügyért.
Cromwell kihasználta a korszakban egyre inkább elterjedő propagandafogásokat (pl. röplapok) mind a király, mind a parlamenti ellenzék többi csoportja ellen. A király az 1645-ös nasebyi csatavesztése után Newarkban megadta magát a skótoknak, akik 400 ezer fontért kiadták őt Cromwellnek. A királypárti tábor ilyetén megszűnésével átalakult az angol politikai paletta: az independensek kerültek a centrumba, tőlük jobbra álltak a kompromisszumot kereső presbiteriánusok, balra viszont a radikális levellerek.
Cromwell az adott helyzetben megpróbált kiegyezni a királlyal, ám az elzárkózott ettől; Cromwell-lel párhuzamosan ugyanis a presbiteriánusok is tárgyaltak vele, sőt, a skótokkal is szövetkeztek. Cromwell ekkor északra vonult, Prestonnál legyőzte a skótok és presbiteriánusok seregét, a foglyokat pedig – mint köztörvényes bűnözőket – kivégeztette.

## A lordprotektor
A polgárháború lezártakor a hadseregtanács és a főváros leveller radikálisai egy alkotmánytervezetet dolgoztak ki 1647 júliusában a fogságba esett I. Károlynak, amit két hétig eredménytelenül vitattak, majd Cromwell vetett véget a tárgyalásoknak. A presbiteriánus tábor felszámolása után Cromwell 1648 decemberében seregével bevonult Londonba, s megkezdte a királlyal egyezséget kereső presbiteriánus képviselők felelősségre vonását (Pride's Purge). Tevékenysége nyomán a parlamentben csak a nyolcvanegynéhány independens képviselő maradt meg; ezzel véget ért az 1640 óta folyamatosan ülésező "Hosszú Parlament". 
A tisztogatások nyomán létrejött testületet, mely 1648–1653 között ülésezett, az angol történetírás a "Csonka Parlament" vagy "Rump" névvel illette. Ezzel párhuzamosan Cromwell létrehozott egy rendkívüli bíróságot, amely hazaárulásért halálra ítélte I. Károlyt, s az ítéletet 1649. január 30-án végre is hajtották. A kivégzés Európa koronás főinek nagy felháborodását váltotta ki, aminek eredménye a szigetország külpolitikai elszigetelődése lett.
A Csonka Parlament a király kivégzése után Angliát köztársasággá nyilvánította, majd hozzálátott saját uralmának stabilizálásához. 1649 tavaszán deklarálta saját szuverenitását, vagyis önmagát nyilvánította a legfőbb államhatalmi testületté. A felsőházat megszüntették, viszont létrehoztak egy, főleg az independens tábor katonai vezetőiből álló ún. Államtanácsot az operatív ügyek intézésére. 
Cromwell mindeközben vagy kiegyezett, vagy leszámolt összes ellenfelével. Leverte az ellene fellázadt írek felkelését, hatalmas mészárlást rendezve közöttük. 1650-ben Durban mellett legyőzte a kivégzett I. Károly fiát (a későbbi II. Károlyt) támogató skót csapatokat. Károly ezek után gyorsan áttért presbiteriánus hitre, majd kalandos körülmények közt elhagyta a szigetországot és Franciaországba menekült.
A Csonka Parlament adóztatási gyakorlata miatt rendkívül népszerűtlenné vált Angliában, ráadásul útjában volt a születőben lévő katonai diktatúrának. Mindezen okok miatt Cromwell 1653 áprilisában szétkergette. A katonai vezetők ezután „Kormányzati Eszköz" címmel alkotmányt szerkesztettek, melynek értelmében a köztársaság államfője a lordprotector, aki a parlamentnek és az Államtanácsnak felelősséggel tartozik.
Az Államtanács élethosszig megválasztott tagjainak kezébe olyan nagy hatalmat adott, hogy az egyébként is ritkán összehívott parlament még az ellenőrzésére sem volt képes. Ráadásul Cromwell a parlamentet újból és újból szétkergette, míg végül 1655-ben nyílt katonai diktatúrát vezetett be.
Lord Protectorrá történt megválasztása után beköltözött a királyi palotába és elkezdte felségnek szólíttatni magát. A katonai diktatúra bevezetése után, amely nagyban bővítette személyes hatalmát, az országot 11 katonai körzetre osztotta, amelyek élén teljhatalmú kormányzók álltak.
Ezek az intézkedések azonban gyors népszerűségvesztéséhez vezettek, így kénytelen volt újra az alkotmányossággal kísérletezni: 1656 szeptemberében újra parlamentet hívott össze, mely „Alázatos kérelem és tanács" című alkotmánytervezetében erős központi hatalommal rendelkező, de alkotmányos államot kívánt létrehozni.
E parlament már ismét rendelkezett egy Cromwell által kijelölt tagokból álló felsőházzal. A lordprotector azt is elérte, hogy a parlament felruházza az utódkijelölés jogával. Megreformálta a jogrendszert, megszilárdította a puritán egyházat, decentralizálta a közigazgatást. A tengeri kereskedelem monopóliumáért győztes háborúba keveredett Hollandiával, a spanyoloktól elfoglalta Jamaicát. Mivel ellenzéke megkérdőjelezte uralma jogosságát, 1655-ben és 1658-ban is feloszlatta a parlamentet.

## A végnapok

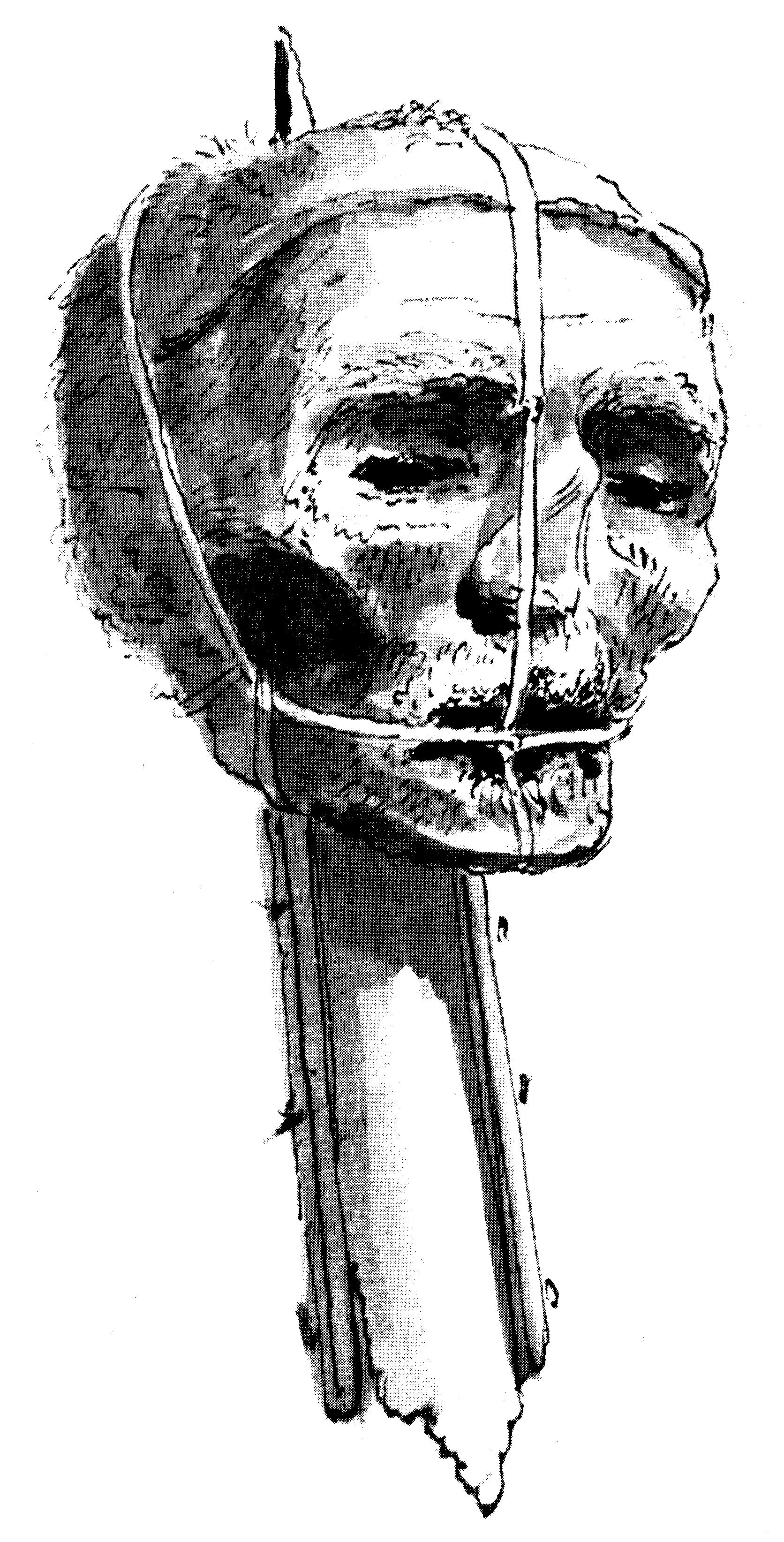
Cromwell fejét előbb lándzsára, majd 20 évre a Westminster Hall előtti póznára tűzték

1658 augusztusában meghalt Betty lánya, ami nagyon elszomorította, emellett régóta köszvény és vesekő gyötörte, majd maláriát diagnosztizáltak nála. 1658. szeptember elsején legidősebb fiára, Richárdra hagyományozta minden hatalmát, szeptember 3-án a Hampton Court palotában halt meg.
Oliver Cromwellt a westminsteri apátságban (Westminster Abbey) temették el, de a hatalomba 1660-ban visszatérő királypártiak árulónak minősítették, tetemét kiásták és láncokkal felakasztották, majd lefejezték. Feje 20 évig lógott a westminsteri apátság előtti póznán 1685-ig, a bebalzsamozott és mumifikálódott koponyát ezután többször adták-vették, majd 1960-ban a cambridge-i Sidney Sussex College-ban temették el.

## Magyarul megjelent művei
- Olivér Cromwell beszédeiből, leveleiből; összeáll., bev., jegyz. Makkai László, ford. Böszörményi Ede; Gondolat, Bp., 1960 (Európai antológia. Angol reneszánsz és polgári forradalom)